# ヒューバート・H・ハンフリー
ヒューバート・ホレイショー・ハンフリー・ジュニア（英語：Hubert Horatio Humphrey, Jr.、1911年5月27日 – 1978年1月13日）は、アメリカ合衆国の政治家。アメリカの第38代副大統領。その名前は「ヒューバート・H・ハンフリー・メトロドーム」とミネアポリス・セントポール国際空港の「ハンフリー・ターミナル」に冠されている。

## 生い立ち
1911年5月27日にサウスダコタ州ウォーレスで、父のヒューバート・ハンフリー・シニアとノルウェー移民の母であるラグニルド・クリスティン・サンズの間に誕生する。幼少期をダコタ・プレーリーに位置するサウスダコタ州ドナルドで過ごした。当時のドナルドは人口およそ700人の小さな町であった。町で薬剤師として働いていた父親はドナルドの町長及び町議会議員を務め、地域社会の指導者でもあった。1920年代後半の不景気がドナルドを直撃し、町に2軒あった銀行は閉業した。ハンフリーの父親は自らの薬局を続けるために苦闘した。
ハンフリーがドナルドの高校を卒業すると、父親はドナルドを離れサウスダコタ州ヒューロンで新たな薬局を開業した。父は運命の好転を願ったものの、1年間に及ぶ財政的な戦いの結果、ハンフリーは父親の薬局を手伝うために大学をやめなければならなくなった。彼はコロラド州デンバーのキャピトル薬科大学で薬剤師の資格を得（2年間の課程を半年で修了した）、その後1930年から1937年まで父を助けて薬局で働いた。時がたつにつれ、ヒューロンの「ハンフリー・ドラッグ・カンパニー」の業績は好転し、一家の生活は裕福なものとなった。
しかしながら、ハンフリーは薬剤師として働くことを楽しんではいなかった。彼の夢は政治学の博士号を得て大学教授になることであった。1937年に名門ミネソタ大学に復学し、1939年に学士号を得た。 1940年にはルイジアナ州立大学で修士号を得て、政治学の助手として務めた。当時の級友には後にルイジアナ州から上院議員となるラッセル・ロングがいた。
第二次世界大戦では3度陸海軍に志願したが、色覚異常などの理由で不合格となった。結局従軍経験がなかったため、後年の政治生活で徴兵忌避との指弾を受けることとなった。

## 政治経歴
1943年にミネソタ州最大の都市であるミネアポリス市長選挙に出馬するが惜敗。同年から翌年まで、マカレスター大学で政治学教授となる。1944年にはミネソタ州の民主党とミネソタ農民労働者党の合併によるミネソタ民主農民労働党（DFL）の設立に参加。1945年にはDFLの主導権を得ようとした共産主義グループの排除に加わる。
1945年のミネアポリス市長選挙で圧勝し、1947年に再選され1948年まで在任した。
1948年にはミネソタ州選出アメリカ合衆国上院議員選挙のDFL予備選挙で圧勝。本選挙では共和党現職のジョセフ・ボールを大差で下して当選。民主党系では南北戦争以来初の同州での上院議員当選となった。以後1949年から1964年と1971年から1978年に民主党会派所属上院議員を務めた。リベラル派の上院議員として知られていた。
1960年アメリカ合衆国大統領選挙の民主党候補指名争いでは、ジョン・F・ケネディとウィスコンシン州とウェストバージニア州の2州の民主党予備選挙で争った。
1961年には民主党会派（多数党）の院内幹事に選出され、一旦上院議員を離任する1964年まで務めた。
1963年11月22日のケネディ暗殺で副大統領のリンドン・ジョンソンが大統領に昇格。1964年アメリカ合衆国大統領選挙でジョンソンはハンフリーを副大統領候補に指名・当選し、第38代副大統領となる。
1968年アメリカ合衆国大統領選挙では、民主党予備選挙最有力候補のロバート・ケネディが暗殺されたことを受けて急遽ハンフリーが大統領候補指名を受ける。しかし、ベトナム戦争問題で現職のジョンソンが不出馬に追い込まれていた状況にもかかわらず、党有力者の合議で現政権副大統領が指名されたため、党大会では指名に不服な反戦派が暴動を起こしている。本選挙では共和党リチャード・ニクソンに敗北した。
落選後、1969年から70年までマカレスター大学とミネソタ大学で教鞭をとるが、1970年の中間選挙で、再びミネソタ州から上院議員に当選し上院復帰。
1972年アメリカ合衆国大統領選挙の民主党予備選挙に出馬したが、ジョンソン政権の副大統領であったことから、兵役世代の若者の支持が伸び悩むこととなった。それでも予備選挙で一般票得票最多となるが、当時勝者総取り方式を採用していた代議員数最大のカリフォルニア州を落としたことと党員集会を採用する州での劣勢などからジョージ・マクガヴァンに敗れる。
1975年には両院合同経済委員長に就任。
1976年アメリカ合衆国大統領選挙でも出馬を望む声があったが、不出馬だった。この頃既に膀胱癌に侵されていた。同年の上院改選で再選された後、多数党院内総務の地位を望むが、互選でロバート・バードに敗れる。1977年には初代の上院仮議長代理に就任。癌が末期であることを公表した後、議員としては異例の両院合同会議での演説機会が与えられた。上院議員・仮議長代理在任のまま、翌1978年1月13日に死去した。翌14日と15日には議事堂のロタンダに棺が安置された。